# محمد مختاري
كان محمد مختاري شاعرًا وكاتبًا ومترجمًا وناقدًا لليسار الإيراني وناشطًا في رابطة الكتاب الإيرانيين.

## السيرة الذاتية
ولد مختاري في مشهد في 9 مايو وقتل في سلسلة من عمليات القتل في 9 ديسمبر. عمل في مؤسسة شاهنامه لعدة سنوات. كان عضوًا في رابطة الكتاب الإيرانيين وعضوًا في مجلس تحريرها. اغتيل في الخريف. قام مختاري بنشر أعمال عن الشعراء المعاصرين ، بمن فيهم نعمة يوشيج ومنوشهر عتشي.
لأول مرة، قام محمد مختاري بترجمة وكتابة قصائد بول سالان، وهو شاعر ألماني.
قتل
من اليمين: محمد جعفر بوياندة (مؤلف وباحث) ، محمد مختاري (مؤلف)،
بارفان إسكنداري وداريوش فروهر (زعيم حزب الشعب الإيراني) من بين ضحايا عمليات القتل المتسلسلة.
غادر محمد مختاري منزله للتسوق يوم الخميس، 6 ديسمبر / كانون الأول 2009، قبل أن يعود. قام فريق من أعضاء وزارة الاستخبارات بجمهورية إيران الإسلامية باختطافه وقتلته. كان اغتياله محمد جعفر بوياندة وداريوش فروهار وبرفانه إسكندري جزءًا من سلسلة من الاغتيالات السياسية التي أصبحت تُعرف لاحقًا باسم القتل المتسلسل.
قتل مطعم يحمل نفس الاسم ، يقع في برلين بألمانيا ، في 9 سبتمبر، عددًا من قادة المعارضة الأكراد. كان لهذا الاغتيال تأثير عميق على العلاقات بين إيران والدول الأوروبية.